# Bridge (玉木宏のアルバム)
『Bridge』（ブリッジ）は、2008年3月19日に発売された、玉木宏の2枚目のアルバム。

## 解説
玉木の約4年ぶりのアルバム。
- 玉木は歌っていないが、ボーナストラックとして映画『KIDS』（2008年公開）の挿入歌「DANCE」が収録されている（「踊ろうよ」の原曲）。

### CDタイプ
- CD+DVD限定盤：AVCD-23556/B
- 通常盤：AVCD-23557

## 収録曲目
1. 踊ろうよ (album version)
作詞、作曲：ムラマツテツヤ、編曲：CHOKKAKU
2. MY VOLTAGE
作詞・作曲：青木真一、編曲：鈴木Daichi秀行
3. 約束
作詞・作曲：森元康介、編曲：中野雄太
4. Time to pass
作詞・作曲：RICU、編曲：高藤大樹
5. ラバイバー 〜悲しみがまた繰り返そうと誰かに愛を唄う〜 (album version)
作詞・作曲：raven jam Factory、編曲：鈴木Daichi秀行
6. 君のいない部屋で　
作詞：櫻井貴之、作曲：高山和芽、編曲：安部潤
7. WITH
作詞：玉木宏、作曲：萩原慎太郎、佐々木聡作、編曲：高藤大樹
8. Beautiful Day
作詞・作曲：森元康介、編曲：中野雄太
9. 抱きしめたい (album version)
作詞：BOUNCEBACK、作曲：北野正人、編曲：高藤大樹
10. 希望の海
作詞・作曲：森元康介、編曲：金戸覚、藤井謙二
11. DANCE (Bouns Track) - Anthony Bailey
作詞・作曲：ムラマツテツヤ、編曲：関淳二郎